# Suzànovo
Suzànovo (en rus: Сузаново) és un poble de l'óblast d'Orenburg, a Rússia, segons el cens del 2010 tenia 735 habitants, pertany al municipi de Khutorka.